# Mimodriopea
Mimodriopea is een kevergeslacht uit de familie van de boktorren (Cerambycidae). De wetenschappelijke naam van het geslacht werd voor het eerst geldig gepubliceerd in 1974 door Breuning.

## Soorten
Mimodriopea is monotypisch en omvat slechts de volgende soort:
- Mimodriopea fuscofasciata Breuning, 1974